# Margot Abascal
Pour les articles homonymes, voir Abascal.
Margot Abascal, née le 27 septembre 1973 à Nantes (France), est une actrice, réalisatrice, et chanteuse française.

## Biographie

### Parcours
Margot Abascal a étudié à La Classe Libre du Cours Florent, à l'Atelier International de Théâtre et au Conservatoire national supérieur d'art dramatique.
Au Cours Florent, elle joue Mignon dans Goethe-Whilhem Meister de Jean-Pol Fargeau, mis en scène par Françoise Roche. Elle tourne dans le court-métrage de Élie Chouraqui avec les élèves de l'école. Abascal est aussi modèle pour peintres et photos (Carita, Shiseido).

### Carrière
Son premier rôle au cinéma est Chloris de Max Berto avec Marie Cecora et Pierre Santini. Elle joue au théâtre de la Michodière la fille de Maria Pacôme dans Pâquerette, mise en scène Francis Perrin. Elle décroche le rôle principal de la comédie populaire Promotion Canapé de Didier Kaminka.
Elle entre au Conservatoire national supérieur d'art dramatique. Elle y joue Lisabeta Ivanovna sous la direction de Piotr Fomenko dans La Dame de pique de Pouchkine. Elle joue et met en scène au Conservatoire La Religieuse de Diderot et Les minutes du procès de Jeanne d'Arc. Elle interprète Irina dans L'homosexuel ou la difficulté de s'exprimer de Copi et jouera la pièce ensuite au théâtre de la Tempête, mise en scène Philippe Adrien.
Au cinéma, elle joue Sandrine dans Le Rocher d'Acapulco, l'histoire d'une jeune prostituée, rôle nommé au prix Michel-Simon, premier long-métrage de Laurent Tuel sélectionné au Festival de Cannes pour Cinéma en France.
Margot Abascal chante avec Philippe Katerine dans le film Nom de code : Sacha de Thierry Jousse. Elle chantera sur scène avec Katerine puis continue l'aventure musicale.
Elle réalise avec la cheffe-opératrice Florence Levasseur : La Voix de Luna tourné pendant les Transmusicales de Rennes avec Philippe Pascal, Florides avec elle-même et Marco Prince, Poseur tourné dans le monde de la peinture à Nantes avec Charles Berling. Ses films sont soutenus par France Télévisions, la Région Bretagne, la Région Pays de la Loire et le CNC.
Elle adapte et joue pour la scène le Journal intime de la poète Mireille Havet, Éditions Claire Paulhan : Je serai abracadabrante jusqu'au bout mise en scène Gabriel Garran.
Margot Abascal continue son parcours scénique et filmique avec Mireille Havet, ainsi que ses projets en musique, à la télévision, au théâtre et au cinéma.

## Filmographie

### Actrice

#### Cinéma
- 1990 : Promotion canapé de Didier Kaminka
- 1993 : Le Jeune Werther de Jacques Doillon
- 1995 : Les Misérables de Claude Lelouch
- 1995 : Le Rocher d'Acapulco de Laurent Tuel
- 1997 : Les Corps ouverts de Sébastien Lifshitz
- 1998 : On a très peu d'amis de Sylvain Monod
- 1998 : Hygiène de l'assassin de François Ruggieri
- 1999 : Nos vies heureuses de Jacques Maillot
- 1999 : Inséparables de Michel Couvelard
- 2000 : Les Solitaires de Jean-Paul Civeyrac
- 2000 : Banqueroute d'Antoine Desrosières
- 2000 : Le Cœur à l'ouvrage de Laurent Dussaux
- 2000 : Les Morsures de l'aube d’Antoine de Caunes
- 2002 : Plus haut de Nicolas Brevière
- 2002 : Filles perdues, cheveux gras de Claude Duty
- 2002 : Monique : toujours contente de Valérie Guignabodet
- 2003 : Président de Lionel Delplanque
- 2005 : Hors Saison (film)|Hors Saison de Christophe Morin
- 2005 : Les Invisibles de Thierry Jousse
- 2008 : Sagan de Diane Kurys : Florence Malraux
- 2009 : Tous les hommes sont des romans d'Alain Riou et Renan Pollès
- 2012 : Il était une foi de Blandine Lenoir
- 2014 : À toute épreuve d'Antoine Blossier
- 2017 : Le Semeur de Marine Francen
- 2021 : Petite Maman de Céline Sciamma

#### Courts métrages
- 1989 : Chloris de Max Berto avec Pierre Santini, À la Classe Libre de l'École Florent de Élie Chouraqui, Plus près de toi Paulette ! de Hervé Lièvre
- 1991 : Mémoires d’Eric Summer, Impromptu de Bertrand Stephan-Andrews
- 1993 : L'Orange amère de Olivier Sadock avec Michaël Cohen et Elsa Zylberstein ; "Au théâtre de l'Odéon" de Jean-Philippe Puymartin
- 1994 : Comme hier de Bénédicte Brunet avec Ann-Gisel Glass
- 1995 : La belette… de Michel Hassan,  Pêle-Mêle de Gabriel Franck,  Sharon et moi de Léonard Vindry avec Mathieu Demy
- 1997 : Scènes de lit de François Ozon, L'enfant cinéma de Sarah Maldoror, La chanson d'Éneida de Vincent Merlin avec Bruno Sermonne
- 1997 : The one and the other de Martine Thoquenne. Tournage Londres, nomination BAFTA
- 1998 : Parking Kiss de François Négret
- 1999 : Aujourd'hui plage de Philippe Lubac, Scali/Margot de Valérie Mréjen
- 2000 : À découvert de Camille Brottes avec Julien Boisselier et Philippe Rebbot
- 2001 : Pas d'histoires ! Le racisme au quotidien/Petits Riens de Xavier Durringer avec Mohamed Rouabhi, Jo Prestia
- 2001 : Nom de code : Sacha de Thierry Jousse, avec Philippe Katerine et Anna Karina. Festival Côté court de Pantin, Festival de Cannes
- 2002 : La voix de Luna de Margot Abascal. Festival Transmusicales Rennes
- 2003 : Des voix alentours de Sébastien Betbeder
- 2010 : Ruines de Roy Arida, Monsieur l'Abbé de Blandine Lenoir
- 2010 : L'amour propre de Nicolas Silhol Festival international du court-métrage de Clermont-Ferrand, Festival Côté court de Pantin, Festival de Cannes
- 2012 : Egosystème de Marc Bellini ; Entre chien et loup de Patricia Dinev
- 2013 : Florides de Margot Abascal : Sandra avec Marco Prince, Festival Côté court de Pantin
- 2019 : Poseur de Margot Abascal : La peintre avec Charles Berling, Festival Côté court de Pantin
- 2020 : Le long de la rivière de François Berthier

#### Télévision
- 1991 : Des cadavres à la pelle, d'Éric Le Hung
- 1993 : Puissance 4 - Saison 1, épisode 7 « Bois d'ébène »
- 1994 : Maigret - Épisode 17 « Maigret et la vente à la bougie » réalisé par Pierre Granier-Deferre
- 1996 : Le Juste - de Franck Apprédéris - Épisode 4 « Sonate pour Juliette » avec Claude Brasseur
- 1998 : Nestor Burma de Philippe Laïk - Épisode « La plus noble conquête de Nestor »
- 1999 : Vérité oblige de Jacques Malaterre - Épisode « Fibre mortelle » avec André Dussollier
- 1999 : Chambre no 13 de Olivier Megaton
- 2000 : Vertiges - réalisé par Laurent Carcélès - Épisode 31 « Souviens-toi » : Festival du film policier de Cognac
- 2001 : Commissariat Bastille - épisode "Compte à rebours" réalisé par Jean-Marc Seban
- 2002 : Une femme d'honneur - - Épisode 21 « Portrait d'un tueur »
- 2002 : Caméra Café de Bruno Solo et Yvan Le Bolloc'h, épisode « Ludivine »
- 2003 : Joséphine, ange gardien - Saison 7, épisode 4 réalisé par David Delrieux
- 2005 : La Crim' - Saison 7, épisode 8 et 9 réalisés par Jean-Pierre Prévost
- 2005 : Laura Parker - épisode "Double Jeu" réalisé par Jean-Pierre Prévost avec  Sonia Rolland
- 2006 : Sauveur Giordano - Saison 6, épisode 1 réalisé par Bertrand Van Effenterre avec Pierre Arditi

- 2007 : Les Jurés (Mini série) :  de Bertrand Arthuys
- 2007 : Lady Bar de Xavier Durringer : La femme française
- 2011 : Détective Avenue de Arnaud Legoff - Murmures Productions
- 2011 : Braquo - Saison 2 réalisée par Philippe Haïm
- 2012 :  Section de Recherches par Eric Le Roux - "Serment d'Hypocrate"
- 2013 : R.I.S Police scientifique - Saison 8, épisode 9, "Mauvaise Foi" réalisé par Gilles Maillard
- 2023 : Les livreurs - Saison 1, réalisée par Raphaël Chiche, Arnaud de Grandry et Cédric Fleury

### Réalisatrice
- 2002 : La Voix de Luna, court-métrage avec Jeanne Savary, Muriel Moreno, Philippe Pascal, Emmanuel Salinger, Christiane Joguet, Isabelle Le Monnier, Luna Machat-Dornoy, Margot Abascal et Yarol Poupaud. Conseil Régional de Bretagne, C.N.C., TV Rennes. Festivals Transmusicales et Bars en Trans. Prix Spécial du Jury au Rencontres Internationales de Digne-les-Bains.
- 2012 : Florides, court-métrage avec Margot Abascal, Marco Prince, Nathalie Krebs, Klet Beyer, Christiane Joguet, Sandra Aliberti, Lorraine de Sagazan, Hélène Darras, Emmanuel Pain, Tiphanie et Frédéric Andrau. France Télévisions, Conseil Régional de Bretagne, C.N.C., Festival Côté court de Pantin 2013
- 2019 : Poseur, court-métrage avec Charles Berling et Margot Abascal, Souleymane Sylla, Lola Coipeau, Anamaria Vartolomei, Céline Langlois, Elisa Retailleau, Emmanuelle Fandi, Jessica Brisset, Tangui Jossic, Lassaâd Metoui... France Télévisions, Région des Pays de la Loire, C.N.C. Festival Côté court de Pantin

## Théâtre
- 1989 : Pâquerette de Claude Magnier, mise en scène Francis Perrin, Théâtre de la Michodière, avec Maria Pacôme
- 1992 : Le Sang des fraises de Catherine Bidaut, mise en scène Daniel Pouthier, Rencontres d'Eté de la Chartreuse, Festival d'Avignon
- 1995 : Les 4 morts de Marie de Carole Fréchette, réalisation radiophonique Christine Bernard-Sugy avec Pierre Clémenti, Radio France
- 1997 : Simple suicide de Jean-Gabriel Nordmann, mise en scène Marie Tikova, avec Jean Babilée, Théâtre de La Ménagerie de Verre
- 1998 : L'Homosexuel ou la difficulté de s'exprimer de Copi, mise en scène Philippe Adrien, Théâtre de la Tempête
- 1998 : Surfeurs, texte et mise en scène Xavier Durringer, Théâtre national de la Colline
- 2000 : Les Modèles, texte de Léa Fazer et mise en scène Scali Delpeyrat, Rencontres à La Cartoucherie
- 2001 : La Souricière d'Agatha Christie, mise en scène Gérard Moulevrier (tournée)
- 2003 : Le Roi Lear de Shakespeare, mise en scène Philippe Adrien (tournée)
- 2006 : Conversations après un enterrement de Yasmina Reza, mise en scène Gabriel Garran, Théâtre Antoine
- 2006-2010-2014 : Festival Lettres d'Automne, lectures publiques : Alberto Manguel avec Denis Podalydès ; Julio Cortazar ; Hubert Haddad
- 2011 : Elle critique tout de Alain Riou avec Mathieu Bisson, Bruno Chiche... Théâtre du Lucernaire
- 2012 : Je serai abracadabrante jusqu'au bout, d'après le journal intime de Mireille Havet, adaptation Margot Abascal et Gabriel Garran, mise en espace Gabriel Garran : festival Théâtre à Vif au Théâtre de la Tempête, salle Copi
- 2013 : Je serai abracadabrante jusqu'au bout, d'après le journal intime de Mireille Havet, adaptation Margot Abascal et Gabriel Garran, mise en scène Gabriel Garran à La Maison de l'Arbre de Armand Gatti
- 2016 : Le Marin Fernando Pessoa, mise en scène Étienne Lefoulon Théâtre La Loge
- 2017 : Ce qui vient de m'arriver est bien extraordinaire d'après le journal intime et les correspondances de Mireille Havet, Éditions Claire Paulhan, adaptation et mise en scène Margot Abascal,Théâtre Le Ranelagh
- 2018 : Mon nom est Rom de Claire Audhuy, mise en scène Hakim Bah, Le Tarmac, Label Jeunes Textes en Liberté

## Musique
- Chansons et premières scènes avec Philippe Katerine, Silvain Vanot, Frank Darcel, Philippe Eveno, Isabelle R, Grégori Czerkinsky, Gilles Andrieux, Brandon Pusey, Philippe Eidel, Jacques Ehrhart, Bruno Leroux, et The Soolutions…
- Avec Frédéric Andrau dans Je te veux maintenant, un clip de Cali réalisé par Diastème.
- Abascal était en concert les 17 et 18 mai 2010 à La Sorbonne et au China
- A joué dans le clip du chanteur Alexis HK, Les Affranchis, réalisé par Charlotte Silvera. Ce film a réuni des grands noms de la chanson française : Charles Aznavour, Yves Duteil, Michel Fugain, Stomy Bugsy, Passi, Juliette, Ours, Renan Luce, Benoit Doremus, Olivia Ruiz, Jean-Louis Foulquier… Le clip est nommé aux Victoires de la musique.
- Abascal a interprété You don't have to be a baby to cry par Claudine Longet avec The Soolutions, à l'occasion d'une soirée organisée par Nicolas Ullmann pour le livre Aspen Terminus de Fabrice Gaignault
- Chant avec Gilles Andrieux sur les poèmes de Yunus Emre traduits par Marc Delouze à Paris Inalco
- Abascal a chanté la chanson De Passage écrite et composée par Philippe Eidel pour le téléfilm Le bal des secrets de Christophe Barbier France 3
- "Rêvons, c'est l'heure" par John Greaves, chants et poèmes de Paul Verlaine. Concert aux Rendez-vous d'Ailleurs avec John Greaves et Margot Abascal, Laurent Valéro, Scott Taylor, David Lewis.

## Distinctions
- Le court-métrage Monsieur l'Abbé de Blandine Lenoir avec Florence Loiret, Margot Abascal, Marie Vernalde et Aurélia Petit était nommé pour les Césars 2011.
- 2011 : L'amour propre de Nicolas Sihol avec Xavier Gallais a été nommé deux fois aux Lutins du court-métrage 2011 : pour le film et pour l'actrice
- 2003 : La voix de Luna de Margot Abascal : Prix Spécial du Jury aux Rencontres Internationales de Digne-les-Bains
- 2001 : Nom de code : Sacha de Thierry Jousse : Prix d'interprétation féminine au Festival Côté court de Pantin
- 1996 : Le Rocher d'Acapulco de Laurent Tuel : Nomination prix Michel-Simon et Prix d'interprétation au Festival de Béziers

### Jurys de festival
- 2002 : jurée au Festival international du court-métrage de Clermont-Ferrand
- 2003 : jurée au  Festival Travelling de Rennes
- 2004 : jurée au  Festival Cinespaña
- 2010 : jurée au  Festival Mamers en mars
- 2014 : jurée au Festival International du film Indien Extravagant India ! Paris
- 2018 : jurée au Prix Alice Guy